# Économie de l'Uruguay
L'économie de l'Uruguay est axée sur l'exportation de produits agricoles et agro-alimentaires, ainsi que sur le secteur des services. Environ 50 % des exportations du secteur agricole sont destinés au Brésil et à l'Argentine qui appartiennent au Mercosur.

## Histoire
Entre 1999 et 2002, une crise économique menace de provoquer l’effondrement du système financier et oblige l’État à intervenir pour sauver les banques. Plus de 40 % de la population vit dans la pauvreté.
L'économie a recommencé à croître en 2003, et a continué de croître jusqu'en 2020, en raison de la pandémie de covid-19,,. Ce développement économique serait notamment dû à la stabilité politique de l'Uruguay, au faible niveau de la corruption, et au développement des relations commerciales avec la Chine. La part des dépenses sociales dans le total des dépenses publiques est passée de 60,9 % à 75,5 % entre 2005 et 2015. En outre, près d'une cinquantaine de lois renforçant le droit du travail, la négociation collective, la liberté syndicale, la protection sociale en cas de chômage ou de maladie ont été adoptées.
Le nombre de syndiqués a quadruplé depuis 2003, passant de 110 000 à plus de 400 000 en 2015 pour une population active de 1,5 million de personnes. D'après la Confédération syndicale international, l'Uruguay est devenu le pays le plus avancé d’Amérique en matière de respect « des droits fondamentaux du travail, en particulier la liberté syndicale, le droit à la négociation collective et le droit de grève ».

## La population
Lors de la décennie passée, 24 % de la population vivait sous le seuil de pauvreté, 16 % était au chômage alors que dans le même temps, 1,56 million de personnes travaillaient (14 % dans l'agriculture, 16 % dans l'industrie et 70 % dans les services) [réf. nécessaire].
Toutefois, entre 2005 et 2008, sous le gouvernement Tabaré Vázquez (Front large, gauche), le salaire minimum est passé de 1 350 pesos à 4 150 pesos (70 à 200 dollars), tandis que la pauvreté est passée de 30,9 % de la population à 21,7 % de la population. Par ailleurs, le chômage a atteint fin 2009 un record historique en étant à moins de 7 %.
Pour autant, les classes moyennes ont comme celles des pays développés, accès à la radio (plus de 200 stations), au téléphone (1 million de fixes et 700 000 portables), à la télévision (23 chaînes) et à internet (400 000 utilisateurs).
Le PIB par habitant est de 17,688 dollars (estimation 2019) .

## Secteurs d'activités

### Agriculture
L'agriculture représente en 2005 7,1 % du PIB. Si 63 % des exploitations (agriculture et pêche) sont familiales, celles-ci ne produisent que 17 % des produits agraires et halieutiques. Les produits agroalimentaires constituent l'essentiel des exportations uruguayennes hors du Mercosur. Le secteur agricole uruguayen est principalement constitué :
- De l'élevage, essentiellement ovin et bovin : les exportations se font sous forme de viande, l'Uruguay est le premier exportateur mondial de viande bovine rapporté à sa population[11], de laine, le pays est l'un des premiers producteurs au monde, et de peaux.
- De la pêche, les prises annuelles sont de l'ordre de 130 000 tonnes de poisson.
- De la culture de la canne à sucre, de la betterave à sucre, du blé, du riz (8e exportateur mondial en 2009[12]), des tomates, du sorgho, du maïs, et du soja. Cultivé en monoculture, ce dernier a connu une forte expansion, passant de 15 000 hectares en 2000 à 450 000 hectares en 2007[13]. Voir aussi viticulture en Uruguay.
- En 2018, le pays a produit:
  - 1,36 million de tonnes de riz;
  - 1,33 million de tonnes de soja;
  - 816 000 tonnes de maïs;
  - 637 000 tonnes d'orge;
  - 440 000 tonnes de blé;
  - 350 000 tonnes de canne à sucre;
  - 106 000 tonnes d'orange;
  - 104 000 tonnes de raisin;
  - 90 000 tonnes de colza;
  - 87 000 tonnes de pomme de terre;
  - 76 000 tonnes de sorgho;
  - 71 000 tonnes de mandarine;
  - 52 000 tonnes d'avoine;
  - 48 000 tonnes de pomme;
  - en plus des rendements plus faibles d'autres produits agricoles[14].
- Le secteur forestier qui représente environ 4,09 millions de m³ de bois [réf. nécessaire]; on estimait pour 2010 que les exportations du secteur attendraient 720 millions de dollars avec 850 000 hectares de plantations forestières (contre 26 000 en 1988 pour une valeur d'exportation de 13 millions de dollars)[15]. Le secteur, qui s'est rendu célèbre par la « guerre du papier » avec l'Argentine sous le gouvernement Vázquez (2005-2010), doit en outre employer 19 000 personnes[15]. Les groupes de papier Stora Enso (finlandais) et Arauco (chilien)  ont annoncé, en mai 2009, qu'ils achèteraient la firme Stora Enso[16], ce qui ferait de cette coentreprise[17] la plus grande propriétaire terrienne d'Uruguay[18], avec 130 000 hectares de terres, soit près de la moitié du total des propriétés terriennes de Stora Enso[19]. Le consortium entre les deux firmes, Montes del Plata, n'installera cependant pas son usine à Fray Bentos, qui doit déjà accueillir l'usine de papier de Botnia (sujet de la « guerre du papier » avec l'Argentine) comme prévu[20].
- La viticulture en Uruguay représente une surface de 10 000 hectares[21]

### L'industrie
L'Uruguay n'est pas un pays de tradition industrielle en raison du manque des ressources de matières premières comme le charbon ou les hydrocarbures; mais l'agriculture, dominée par l'élevage bovin et ovin, a permis de développer un secteur agro-alimentaire très diversifié et performant.
L'industrie en sa globalité représente 27,7 % du PIB (2005) et peut être divisée en plusieurs branches.
- Le secteur des industries extractives dont la production de minerais est plutôt modeste. Il s'agit essentiellement de l'exploitation de carrières de sable et d'argile ainsi que de granite, de marbre et d'or.

- Le secteur des IAA, avec notamment la découpe des viandes bovines et ovines et la production laitière, est fortement représenté. Il se diversifie dans la production viticole avec l'élaboration de vins Tannat pour l'exportation (productions à Salto et Las Piedras notamment), les usines d'embouteillage de jus de fruit et d'eau minérale (à Salto en particulier), les conserveries alimentaires et la fabrication des plats cuisinés.

- Le secteur de l'industrie pétrochimique est représenté par le raffinage de pétrole, la fabrication de produits chimiques et la transformation du plastique, surtout à Montevideo et sa grande banlieue.

- Le secteur de l'industrie lourde se concentre dans la production de ciment par l'entreprise publique ANCAP, créée en 1931, de l'acier et de l'aluminium sans oublier la papeterie dont une grosse unité industrielle est implantée à Fray Bentos

- Le secteur des industries légères concerne le travail du cuir (manufactures de chaussures et de bottes, selleries, maroquineries) surtout à Montevideo et sa banlieue, la production de vêtements, le tissage de la laine et la fabrication d'équipements électriques.

Les trois derniers secteurs de l'industrie (pétrochimie, 
industrie lourde et industries légères) sont plutôt mineurs en Uruguay mais ils apportent une plus-value non négligeable dans l'économie du pays.
En 2020, 17 000 entreprises relèvent du secteur industriel en Uruguay et 99% d'entre elles sont des PME. Malgré la création de 124 300 emplois industriels en 2020, l'industrie ne représente que 9% de la création des postes dans l'emploi total en Uruguay.
Pour soutenir ce secteur d'activité, le Ministère de l'Industrie de l'Uruguay a créé des fonds pour l'électronique et la robotique, les processus technologiques, la biotechnologie et le fond Naranja pour l'industrie citricole.

### Énergie
Grâce à un bouquet électrique diversifié, composé de barrages hydroélectriques, d'éoliennes, de centrales solaires et de centrales à biomasse, en 2015, 95 % de l'électricité consommée dans le pays est produite à partir d'énergies renouvelables.

### Les services
Les services les plus importants du pays sont le tourisme et le secteur des banques et des assurances (dont l'importance est l'une des raisons du surnom de l'Uruguay, la « Suisse de l'Amérique »). Celui-là représente en 2005 65,2 % du PIB [réf. nécessaire].
L'Uruguay a été retiré en avril 2009 de la liste noire de l'OCDE concernant les paradis fiscaux, entrant ainsi dans la « liste grise » des pays s'étant engagés à transposer les normes du Modèle de Convention fiscale de l'OCDE de 2005,,. L'année suivante, le gouvernement Mujica (Front large) a annoncé en mai 2010 le dépôt d'un projet de loi devant limiter le secret bancaire et ainsi l'évasion fiscale. Selon la Banque centrale de l'Uruguay, près de 18 % des dépôts appartiendraient à des non-résidents, soit 2 500 millions de dollars, appartenant pour la plupart à des Argentins.

## Entreprises
- ANCAP (compagnie pétrolière nationale), également présente dans la cimenterie et les boissons alcoolisées.
- Pluna, compagnie aérienne (disparue en 2012).
- U Air, compagnie aérienne

## Commerce extérieur
Le commerce joue un rôle très important dans l'économie du pays. En effet, l'Uruguay est membre du Mercosur donc ses principaux partenaires commerciaux sont le Brésil (21 % des exportations et 21 % des importations), l'Argentine (7 %/26 %). Puis suivent l'Allemagne et les États-Unis (11 %/7 %) ainsi que depuis peu la Chine.
La viande, le poisson, le riz ainsi que le textile sont les principaux produits d'exportation.
L'Uruguay importe des produits alimentaires, des produits chimiques et pharmaceutiques, des matériaux de construction, des matières plastiques et des résines synthétiques, ainsi que des équipements de transport qui lui font défaut.
| En 2002                                                 | Importations | Exportations |
| ------------------------------------------------------- | ------------ | ------------ |
| Total Marchandises (milliards US$) dont :               | 1,9          | 1,9          |
| Matières premières agricoles                            | 4,30 %       | 12,80 %      |
| Produits alimentaires                                   | 14,50 %      | 49,10 %      |
| Hydrocarbures                                           | 15,20 %      | 0,80 %       |
| Produits manufacturés (produits chimiques, machines...) | 65 %         | 36,70 %      |
| Minerais et métaux                                      | 1 %          | 0,50 %       |
| Autres                                                  | 0 %          | 0,10 %       |

| En 2002                                     | Importations | Exportations |
| ------------------------------------------- | ------------ | ------------ |
| Total des services (milliards US$) dont :   | 0,6          | 0,8          |
| Transport                                   | 41,7 %       | 34,6 %       |
| Tourisme                                    | 28,7 %       | 46,7 %       |
| Autres (assurances, services financiers...) | 29,6 %       | 18,7 %       |

Source : Banque Mondiale

## L'État
Le principal objectif de la politique uruguayenne continue d'être la tentative de la réduction de l'inflation qui a explosé de 4,4 % en 2001 à 19,4 % en 2003. En 2005, elle est revenue à 4,9 %
Pourtant, ces dix dernières années l'économie de l'Uruguay a connu la plus forte croissance du Mercosur (environ 4 % [réf. nécessaire]), et en 2005, la croissance fut même de 6,1 % [réf. nécessaire]. À la suite de la crise économique de 2008-2009, elle est cependant redescendue à 2 % en 2009.
Dans le domaine commercial, il a été un des premiers pays d'Amérique latine à s'orienter vers la mondialisation, en effet son coefficient d'ouverture est de 43 % [réf. nécessaire]. C'est aussi le principal centre financier de la région en raison de sa politique de liberté totale envers les capitaux.
Pour lutter contre les problèmes économiques et financiers, la Banque Centrale réalise des documents très détaillés tous les trimestres directement accessibles sur son site internet, d'où une transparence plus importante.

### Budget
Le PIB du pays est de 43,67 milliards de dollars en 2004 soit une augmentation de 2,5 % par rapport à 2003 [réf. nécessaire]. Les revenus du pays étaient de 2,934 milliards de dollars en 2004 et les dépenses de 3,425 milliards. Ce qui signifie que le déficit public pour l'année 2004 était de 193 millions de dollars.[réf. nécessaire]
En avril 2003, le gouvernement prévoyait un déficit de 3 pour cent pour 2003 [réf. nécessaire].

### Dette
À la fin de l'année 2010, la dette publique représentait 60 % du PIB et la dette extérieure était de 13,23 milliards de dollars.

### Monnaie
La monnaie utilisée est le peso uruguayen, son cours est de 24,050 pesos pour 1 dollar américain. La dévaluation de la monnaie au cours de ces dernières années est aussi l'une des causes de la mauvaise période économique actuelle du pays mais le cours du peso commence à remonter.
| Année | 1994   | 1998    | 2001   | 2002   | 09/2002 | 2003   | 2004   | 2005   | 04/2006 | 2011   |
| ----- | ------ | ------- | ------ | ------ | ------- | ------ | ------ | ------ | ------- | ------ |
| Cours | 5,0439 | 10,4719 | 13,319 | 21,257 | 32      | 28,209 | 28,704 | 24,479 | 24,050  | 19,450 |

## Infrastructures
Le pays possède 2 073 km de voies ferrées, 8 983 km de routes, 1 600 km de voies navigables (principalement des fleuves) et 9 ports (dont Colonia, Fray Bentos, Montevideo, Paysandu, Punta del Este), 64 aéroports dont 14 aux pistes goudronnées